# رتبه‌های بین‌المللی یمن

## اجتماعی
- شاخص توسعه انسانی برنامه عمران ملل متحد رتبه ۱۴۰ از ۱۸۲ (سال نامشخص).
- شاخص آزادی رسانه در سال ۲۰۲۰ طبق درجه‌بندی در پایین‌ترین سطح یعنی «وضعیت بسیار جدی».
- آزادی در جهان (میزان آزادی مدنی و حقوق سیاسی) در سال ۲۰۱۸، دسته‌بندی «بدون آزادی».
- شاخص آزادی مطبوعات در سال ۲۰۱۷، رتبه ۱۷۹ از ۱۹۸
- شاخص آسیب‌پذیری کشورها در سال ۲۰۱۳ در وضعیت «خطر».
- شاخض جهانی صلح در سال ۲۰۲۱، رتبه ۱۶۲ از ۱۶۳.
- شاخص نابرابری جنسیتی در سال ۲۰۱۹، رتبه ۱۶۲ از ۱۶۲.

## اقتصادی
- شاخض آسانی انجام کسب‌وکار توسط بانک جهانی در سال ۲۰۲۰ رتبه ۱۸۷ از ۱۹۰.
- شاخص سرمایه انسانی در سال ۲۰۱۸، رتبه ۱۴۵ از ۱۵۷.

## سیاسی
- شاخص ادراک فساد (فساد در بخش عمومی) توسط سازمان شفافیت بین‌اللمل در سال ۲۰۲۱، رتبه ۱۷۶ از ۱۷۹.
- شاخض کشور خوب در سال ۲۰۱۷، رتبه ۱۶۰ از ۱۶۳.
- شاخض مردم سالای در سال ۲۰۲۰، رتبه ۱۵۷ از ۱۶۷.